# Cá voi mõm khoằm Baird
Berardius bairdii là một loài động vật có vú trong họ Ziphiidae, bộ Cetacea. Loài này được Stejneger mô tả năm 1883.

## Hình ảnh